# Argyrosomus amoyensis
Argyrosomus amoyensis és una espècie de peix de la família dels esciènids i de l'ordre dels perciformes.

## Morfologia
- Els mascles poden assolir 40 cm de longitud total.[4][5]

## Hàbitat
És un peix marí, de clima tropical i demersal que viu fins als 60 m de fondària.

## Distribució geogràfica
Es troba a la Xina, l'Índia, Indonèsia, Oman, el Pakistan, Sri Lanka i Taiwan.

## Ús comercial
Es comercialitza fresc i en salaó, incloent-hi la bufeta natatòria assecada.

## Observacions
És inofensiu per als humans.